# Dragpa Jungne
Dragpa Jungne (1414-1445) was de zevende vorst uit de Phagmodru-dynastie van 1432 tot 1445, wat de heersende dynastie in Tibet was van 1354 tot 1435. Enkele jaren na het begin van zijn regering verviel Centraal-Tibet (U-Tsang) in een burgeroorlog en begon er een periode van twee eeuwen interne strijd in Tibet. De invloed van de Phagmodru-dynastie bleef nog voor een kleinere regio voortbestaan tot het begin van de 17e eeuw.

## Opvolging
Dragpa Jungne was de zoon van Sanggye Gyaltsen, een broer van zijn voorganger Dragpa Gyaltsen die een lange periode in voorspoed had geregeerd en ongehuwd en kinderloos was gebleven. Zijn vader trouwde met twee vrouwen die behoorden tot de familie van de Rinpung-dynastie. Met elke vrouw kreeg hij een zoon, waarvan Dragpa Jungne de oudste was.
Na de dood van Dragpa Gyaltsen konden de ministers geen overeenstemming bereiken over de opvolging. Norsang, de vorst van de Rinpungpa, stelde voor dat de abt van het klooster Thel hierover zou beslissen. De abt wees vervolgens de 18-jarige Dragpa Jungne aan die ervoor lama was geweest in de Tsetang Gompa bij Tsetang. Ondanks dat Sanggye Gyaltsen zelf de troon had willen bezetten, stemde hij in met het advies van de abt en werd zijn zoon geïnstalleerd.

## Burgeroorlog en opvolgingsconflict
Twee jaar later, in 1434, overleed de abt van Thel en daarmee verdween ook zijn morele invloed. Sanggye Gyaltsen haakte hierop in door alsnog de troon op te eisen. Het gevolg hiervan was dat er gedurende een jaar een burgeroorlog uitbrak. Het jaar 1434 bleek het jaar van de interne ineenstorting van de Phagmodrupa te worden.
Sanggye Gyaltsen werd opzij gezet en vluchtte naar Yargyab en de Rinpung-vorst Norsang kwam naar voren als winnaar. Daarnaast veroverde diens zoon Döndrub Dorje het belangrijke bolwerk Samdrubtse (huidig Shigatse) in 1435. De Rinpung-dynastie wist op deze manier de regio Tsang de domineren en vast te houden tot 1565.

## Voortgang regering
De Rinpungpa's lieten Dragpa Gyaltsen niettemin wel op de troon, al bleef zijn macht nu beperkt tot de regio U. De macht over Tsang was hij voorgoed kwijt.
Dragpa Gyaltsen wijdde zich tijdens zijn verdere regering aan morele disciplines van zijn volk en kondigde beperkingen af op het gebied van prostitutie en het drinken van chaang. Als diep spiritueel man was hij goed ingevoerd in de verzen van de mantrayana, maar met zijn parochiale zienswijze was hij niet geschikt voor het uitvoeren van wereldlijke zaken.
Niettemin, ondanks dat al zijn voorgaande Phagmodru-leiders zich aan het celibaat hadden gehouden, trouwde Dragpa Gyaltsen wel. Hij liet ook een zoon na, Ngagi Wangpo, die hem later zou opvolgen. Bij zijn dood werd hij echter eerst nog opgevolgd door zijn halfbroer Künga Legpa.